# Permski kraj

Permski kraj (ruski:Пе́рмский край) je federalni subjekt Ruske Federacije. Nastao je kao posljedica referenduma iz 2003. godine na kojemu je izglasano spajanje Permske oblasti i Permjačkog autonomnog okruga
Grad Perm je središte ovog kraja.
Permjački autonomni okrug i dalje ima autonomiju unutar Permskog kraja. Tijekom 2006. će zadržati i zaseban proračun, no nakon toga se i proračuni spajaju u jedan. Tranzicijski period je usvojen zbog činjenice da se Permjački autonomni okrug jako oslanja na saveznu pomoć, pa bi nagli prijelaz bio poguban po ekonomiju okruga.

## Zemljopis

### Zemljopisna situacija
Permski kraj nalazi se na istoku Istočnoeuropske nizine i zapadnoj padini Srednjeg i Sjevernog Urala. 99,8% površine kraja nalazi se u Europi, 0,2% - u Aziji.
Maksimalna duljina kraja:
- od sjevera do juga - 645 km.
- od istoka do zapada - 417,5 km.

Krajnje točke:
- na sjeveru — gora Pura-Munit (1094 m)) — 61°39' s. š.
- na jugu - 56°06's. š. (u blizini nekadašnjeg sela Elnik Bijavašskogo, selskog sovjeta Oktobarskog okruga)
- na zapadu - 1 km od kote 236, Razvodnica rijeka Lepju, Peles, Kažim, 51°47' i.d.
- na istoku - najviši vrh hrbta Hoza-Tump, planina Raht-Sori-Sjahl, 59° 29' i.d.

Granice kraja uvijaju se i imaju dužinu više od 2 200 km.

### Klima
Klima Permskog kraja - umjereno kontinentalna.
Zima duga, sniježna. Prosječna temperatura u siječnju na sjevero-istoku kraja -18,5°C, na jugo-zapadu od -15°C. Minimalna temperatura (u sjevernoj regiji) bila je -53°C.

### Flora
Vladajući tip vegetacije u Permskom kraju su šume. One pokrivaju 71% pokrajine. Dominantna vrsta drveća su smreke i jele. Udio bjelogoričnog drveća raste u smjeru od sjevera prema jugu.

### Fauna
U Permskom kraju, postoji 62 vrsta sisavaca (više od 30 njih imaju lovnu vrijednost), više od 270 vrsta ptica, 39 vrsta riba, 6 vrsta gmazova i 9 vrsta vodozemaca.

## Povijest
Permski kraj je osnovan 1. prosinca 2005., spajanjem Permske oblasti i Komi-Permjačke autonomne oblasti, u skladu s rezultatima referenduma održanog 7. prosinca 2003.